# Rekonvaleszenz

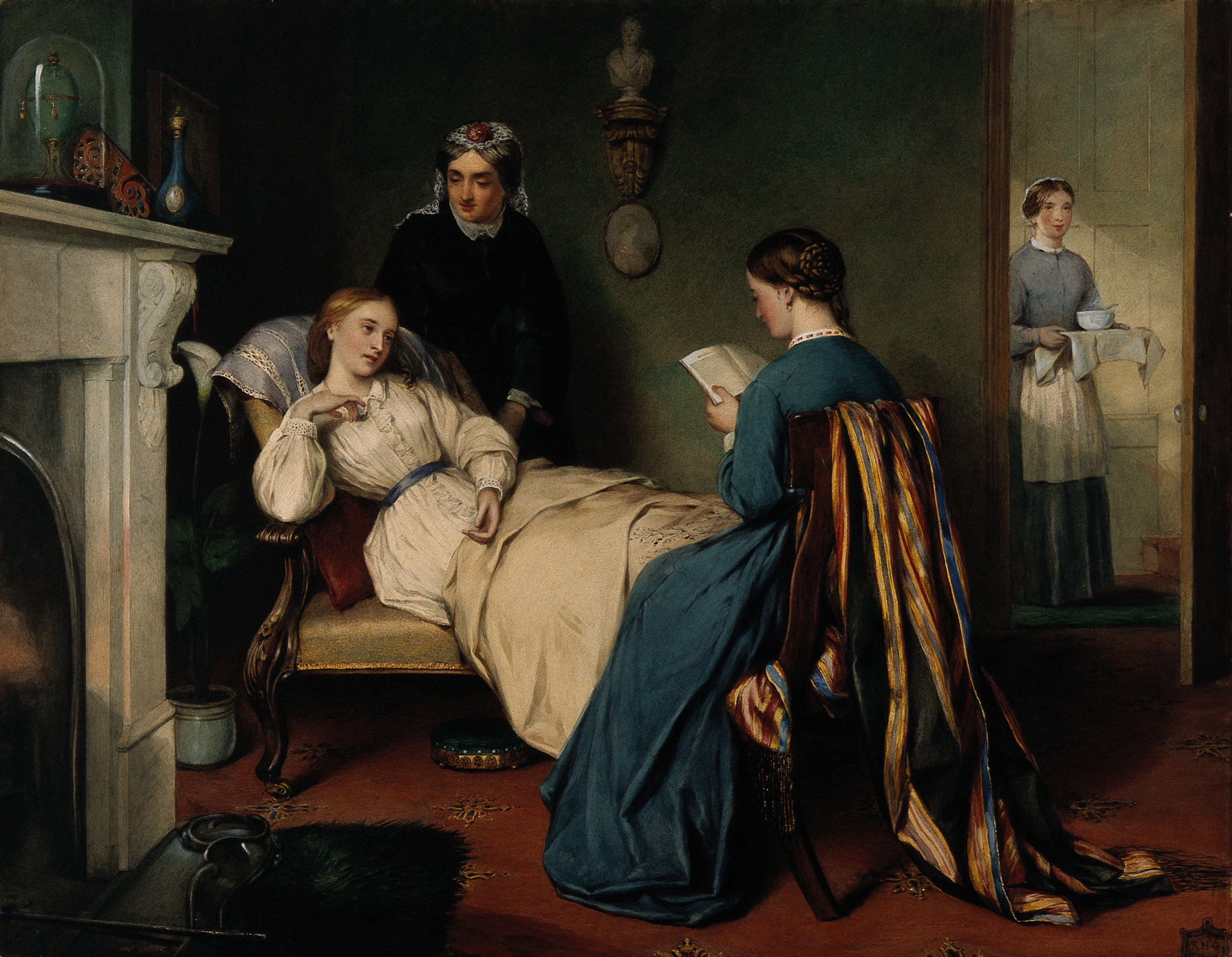
Betreuung einer Rekonvaleszentin. Gemälde von R. H. Giles (1802–1881).

Rekonvaleszenz (lateinisch reconvalescere ‚wieder kräftig werden, wieder stark werden‘, zu valere ‚gedeihen, heil sein‘, valescere ‚heilen‘), auch Konvaleszenz, bedeutet Genesung oder Heilung.
Der Begriff ist nicht gleichzusetzen mit Remission (Zurückgehen, Nachlassen). Die Konvaleszenz ist eines der letzten Stadien eines Gesundungsprozesses und endet mit der vollständigen Restitution (Wiederherstellung). Die Krankheitszeichen – zum Beispiel Fieber, Schwäche, Schwindel, Schmerzen – verschwinden beim Rekonvaleszenten nach und nach bis zur endgültigen Wiederherstellung der Gesundheit.
In der Gesundheitsstatistik kann der Begriff abweichend gebraucht werden. Das deutsche Robert Koch-Institut etwa nannte im Zusammenhang mit der COVID-19-Pandemie in Deutschland die Kategorie „Genesene“ zur Bezeichnung derjenigen Personen, die sich nachweislich mit SARS-CoV-2 infiziert haben, aber nicht in die Kategorie „aktive Fälle“, „Verstorbene“ oder „Hospitalisierte“ einzuordnen sind, „nicht jedoch, ob ggf. Spätfolgen der Erkrankung vorliegen“.